# Pachnobia alpina
Pachnobia alpina är en fjärilsart som beskrevs av Henry Noel Humphreys och John Obadiah Westwood 1843. Pachnobia alpina ingår i släktet Pachnobia och familjen nattflyn. Inga underarter finns listade i Catalogue of Life.